# Ruta Estatal de Arizona 72
La Ruta Estatal de Arizona 72, y abreviada SR 72 (en inglés: Arizona State Route 72) es una carretera estatal estadounidense ubicada en el estado de Arizona. Se inicia en el Oeste desde la SR 95     en Parker hacia el Este en la US 60     en Hope. Tiene una longitud de 59,1 km (36.74 mi).

## Mantenimiento
Al igual que las autopistas interestatales, y las rutas federales y el resto de carreteras estatales, la Ruta Estatal de Arizona 72 es administrada y mantenida por el Departamento de Transporte de Arizona por sus siglas en inglés ADOT.